# Заіграєво (станція)
Заіграєво (рос. Заиграево) — станція Улан-Уденського регіону Східносибірської залізниці Росії, розташована на дільниці Заудинський — Каримська між станціями Онохой (відстань — 22 км) і Челутай (14 км). Відстань до ст. Заудинський — 49 км, до ст. Каримська — 596 км.